# Maria van Utrecht
Maria van Utrecht (Berkel en Rodenrijs, 1551 – Amersfoort, 19 marzo 1629) fu una figura notevole nella rivolta olandese e nella storia dei Paesi Bassi.

## Biografia
Nata come figlia illegittima di Magdalene Jansdr van Utrecht, Maria crebbe a Delft con Jacob e Paul van Utrecht, suo zio e zia materni non sposati e tenne la casa insieme a loro. Jacob era un potente reggente di Delft, possedeva quaranta navi e in seguito divenne "Dijkgraaf" e "hoogheemraad" di Delfland. Voleva fare di Maria la sua unica erede, ma prima doveva diventare legittima; fu quindi adottata da Adriaan Willemsz Plas, un proprietario di chiatte di Vlaardingen. Plas potrebbe anche essere stato il suo padre biologico, poiché aveva già redatto nel 1569, facendola vidimare da un notaio, una dichiarazione nel 1569 in cui dichiarava di essere suo padre.
Jacob van Utrecht morì nel 1575 e lo stesso anno Maria sposò Johan van Oldenbarnevelt, trasferendogli così il patrimonio ereditato. Vissero nella sua casa di Delft con lo zio Paul fino a quando nel 1576 Johan fu nominato pensionario di Rotterdam, dove poi si trasferirono. Maria e Johan avevano due figlie (Geertruid e Maria) e tre figli (Jan, che morì giovane, Willem e Reinier). Geertruid sposò Reinout van Brederode e Maria sposò Cornelis van der Mijle.
I figli di Maria e Johan furono educati in legge e così, quando suo marito fu procesato e condannato, lei tentò di far commutare la sua condanna in arresti domiciliari per far trasferire il suo processo dal tribunale speciale degli Stati generali dei Paesi Bassi agli Stati d'Olanda. Questi sforzi si rivelarono infruttuosi e anche le sue successive proteste contro il rifiuto di fornire un adeguato avvocato difensore per Johan e le richieste di visitarlo in prigione furono tutte ignorate o rifiutate. Johan mantenne la sua dichiarazione di innocenza e quindi non gli fu offerta alcuna tregua o perdono, che si sarebbe applicata anche a sua moglie e ai suoi figli.
Dopo l'esecuzione di Johan, Maria chiese di seppellire il suo corpo nella loro casa di Berkel, ma fu invece sepolto nella cappella dell'Hof van Holland senza la sua famiglia presente. Molte delle proprietà di Maria furono anche confiscate dagli Stati Generali alla morte di Johan. I figli di Johan tramarono vendetta e nel 1623 compirono un fallito tentativo di omicidio contro Maurizio, Principe di Orange. Willem riuscì a fuggire ma Reinier fu arrestato. Maria inviò a Maurice una richiesta di clemenza, ma lui rispose chiedendo perché lei chiedesse perdono per lui ma non ne avesse mai chiesto uno per suo marito; lei rispose: "Mio marito era innocente, mio figlio no".